# Desa Tanjungsari Barat
Desa Tanjungsari Barat är en administrativ by i Indonesien.   Den ligger i provinsen Jawa Barat, i den västra delen av landet, 100 km öster om huvudstaden Jakarta.